# رادیوجراحی
رادیو جراحی یا پرتوجراحی نوعی روش جراحی به کمک اشعه است. در این روش ابتدا بخش‌های مورد نظر بافت به دقت انتخاب شده و توسط اشعه یونیزان از بین برده می‌شوند. همانند روش‌های مشابهی چون رادیوتراپی (پرتودرمانی) این روش برای درمان سرطان به کار می‌رود. رادیوجراحی نخستین بار توسط جراح مغز و اعصاب سوئدی لارس لکسل به صورت زیر تعریف شد: «یک بخش حاوی دوز بالا از اشعه که به صورت هدایت شده بر روی منطقه مورد نظر (هدف) درون جمجمه متمرکز می‌شود.»
در رادیو جراحی استریوتاکتیک (SRS)، کلمه " استریوتاکتیک " به یک سیستم مختصات سه بعدی اشاره دارد که همبستگی دقیق یک هدف مجازی را که در تصاویر تشخیصی بیمار دیده می‌شود، با موقعیت واقعی هدف در بیمار امکان‌پذیر می‌کند. رادیو جراحی استریوتاکتیک را می‌توان در صورت استفاده در خارج از سیستم اعصاب مرکزی (CNS)، پرتودرمانی استریوتاکتیک بدن (SBRT) یا پرتودرمانی شکمی استریوتاکتیک (SABR) نیز نامید.

## تاریخچه
رادیوجراحی استریوتاکتیک نخستین بار توسط جراح مغز و اعصاب سوئدی (لارس لکسل) در سال ۱۹۴۹ برای درمان ضایعات کوچکی که در مغز قابل جراحی به شیوه سنتی نبودند ایجاد شد. ابزاری که او در ابتدای کار استفاده می کردشامل یک سری پروب‌ها و الکترودها بود. اولین تلاش برای جایگزینی الکترودها با اشعه در اوایل دهه پنجاه و با اشعه ایکس انجام شد. اصول این وسیله مورد اصابت قرادادن اهداف درون-جمجمه ای با چند دسته پرتو باریک از اشعه از جهات مختلف بود. پرتوها در محل هدف همگرا شده و با ایجاد یک دوز تجمعی ضایعه را از بین می‌برند در حالی که دوز رسیده به مناطق سالم مجاور محدود می‌شود. ده سال بعد پیشرفت‌های قابل توجهی عمدتاً مبتنی بر کارهای دو فیزیکدان کورت لیدن و بورجی لارسون حاصل گشت. در این زمان اشعه‌های پروتونی جایگزین اشعه ایکس گشتند. این پرتوهای حاوی ذرات سنگین سپس به عنوان بهترین جایگزین برای چاقوی جراحی معرفی گشتند. لکسل به تلاش‌های خود برای توسعه یک دستگاه عملی و ساده و در عین حال دقیق که یک جراح نیز بتواند به تنهایی با آن کار کند ادامه داد و درسال ۱۹۶۸ این تلاش‌ها منجر به مفهومی به نام «چاقوی گاما» گشت که نخستین بار در مؤسسه کارولینسکا سوئد معرفی و نصب گردید. این وسیله شامل چندین منبع کبالت-۶۰ در نوعی حفاظ بود که از منابع تولید اشعه گاما به‌شمار می‌آمدند. از این نمونه اولیه در درمان درد، اختلالات حرکتی یا اختلالات رفتاری که به درمان سنتی و رایج پاسخ نمی‌دادند استفاده شد و مکانیزم آن بر در نظرگیری جنبه‌های کارکردی سیستم مغز و اعصاب بود. موفقیت این واحد اول منجر به ساخت دستگاه دوم شامل ۱۷۹ منبع کبالت -۶۰ شد. این دومین واحد چاقوی گاما که برای تولید ضایعات کروی برای درمان تومورهای مغزی و ناهنجاری‌های شریانی داخل مغزی (AVM) طراحی شده‌است بود. واحدهای اضافی در دهه ۱۹۸۰ همه با ۲۰۱ منبع کبالت -۶۰ نصب شدند.

### قرن بیست و یکم
پیشرفت‌های فناوری در تصویربرداری پزشکی و محاسبات منجر به افزایش به‌کارگیری بالینی رادیوجراحی استریوتاکتیک شده‌است و مقیاس آن را در قرن بیست و یکم وسیع تر کرده‌است. دقت و صحت محلی سازی که در کلمه «استریوتاکتیک» مستتر است در مداخلات رادیو جراحی از اهمیت بالایی برخوردار است و از طریق فناوری‌های هدایت تصویر به‌طور قابل توجهی بهبود می‌یابد که در اصل برای همین منظور توسعه یافته‌اند.
در قرن بیست و یکم مفهوم اصلی رادیوجراحی گسترش یافت و شامل درمانهایی شامل حداکثر پنج بخش بود و جراحی رادیوتراپی استریوتاکتیک به عنوان یک روش جراحی مغز و اعصاب متمایز باز تعریف شد که با استفاده از پرتوهای یونیزان تولیدشده توسط منبع بیرونی، اهداف تعریف شده که معمولاً در سر یا ستون فقرات قرار دارند را بدون نیاز به برش جراحی غیرفعال می‌کند یا از بین می‌برد. صرف نظر از شباهت‌های بین دو مفهوم رادیو جراحی استریوتاکتیک و رادیوتراپی تکه ای، مکانیسم دستیابی به درمان کاملاً متفاوت است، اگرچه طبق گزارش‌ها هر دو روش درمانی برای کیس‌های خاص نشانه‌های یکسانی دارند. رادیوجراحی استریوتاکتیک تأکید بیشتری بر رساندن دوزهای دقیق و زیاد به مناطق کوچک برای از بین بردن بافت هدف دارد و در عین حال بافت سالم مجاور را نیز حفظ می‌کند. در رادیوتراپی عادی از همین اصل پیروی می‌شود هرچند که احتمالاً از دوزهای پایین پخش شده در مناطق بزرگتر استفاده می‌شود (به عنوان مثال در درمان‌های VMAT). رادیوتراپی تکه ای بیشتر به حساسیت به تابش مختلف هدف و بافت طبیعی اطراف آن نسبت به کل دوز تابش انباشته شده متکی است. از لحاظ تاریخی، حوزه رادیوتراپی تکه ای از مفهوم اصلی رادیوجراحی استریوتاکتیک تکامل یافته‌است. امروزه هر دو روش درمانی مکمل یکدیگر هستند، زیرا تومورهایی که ممکن است در برابر پرتودرمانی تکه ای یا بخش‌بندی شده مقاوم باشند ممکن است به خوبی به رادیوجراحی پاسخ دهند و تومورهای خیلی بزرگ یا بسیار نزدیک به اندامهای حیاتی که جراحی به روش استریوتاکتیک برای آنان خطرناک است می‌توانند گزینه مناسبی برای رادیوتراپی تکه ای باشند.
امروزه هر دو روش جراحی «چاقوی گاما» و جراحی به کمک شتاب‌دهنده خطی ذرات در سراسر دنیا در دسترس هستند. در حالی که چاقوی گاما اختصاص به رادیوجراحی دارد، بسیاری از شتاب‌دهنده‌ها برای رادیوتراپی تکه ای معمولی ساخته می‌شوند و برای تبدیل شدن به ابزارهای رادیوجراحی به تکنولوژی و تخصص اضافه تری نیازمندند. تفاوت مشخصی در کارایی بین این رویکردهای مختلف وجود ندارد. نمونه ای از یک رادیوجراحی اختصاصی Cyber Knife است، یک سیستم شتاب‌دهنده خطی فشرده که بر روی یک بازوی رباتیک سوار شده که به دور بیمار حرکت می‌کند و تومور را از مجموعه ای از موقعیت‌های ثابت تحت تابش قرار می‌دهد و بدین ترتیب مفهوم چاقوی گاما را تقلید می‌کند.

## کاربردهای بالینی
هنگامی که در خارج از CNS استفاده شود، می‌توان آن را رادیوتراپی استریوتاکتیک بدن (SBRT) یا رادیوتراپی فرسایشی استریوتاکتیک (SABR) نامید.

### سیستم اعصاب مرکزی
رادیوجراحی توسط یک تیم بین رشته‌ای از جراحان مغز و اعصاب، انکولوژیست‌های (سرطان‌شناس‌های) متخصص اشعه و متخصصان فیزیک پزشکی برای کارکردن و نگهداری ابزارهای بسیار پیچیده و بسیار دقیق، از جمله شتاب‌دهنده‌های خطی پزشکی، سیستم چاقوی گاما و سیستم سایبرنایف انجام می‌شود. تابش بسیار دقیق به اهداف درون مغز و ستون فقرات با استفاده از اطلاعات تصاویر پزشکی که از طریق تصاویر سی تی اسکن، تصویربرداری تشدید مغناطیسی و آنژیوگرافی بدست آمده‌اند برنامه‌ریزی شده‌است.
رادیوجراحی در قدم اول به عنوان روشی برای درمان تومورها، ضایعات عروقی و اختلالات کارکردی مشخص شده‌است. تشخیص بالینی دقیقی باید در کنار این روش مورد استفاده قرار گیرد و ملاحظات باید شامل نوع ضایعه، آسیب‌شناسی در صورت وجود، اندازه، محل و سن و سلامت عمومی بیمار باشد. موارد منع استفاده از رادیوجراحی زمانی است که یا سایز ضایعه آن قدر بزرگ باشد یا تعداد آن به قدری زیاد باشد که امکان درمان کارا با این روش وجود نداشته باشد. بیماران می‌توانند طی یک تا پنج روز به صورت سرپایی درمان شوند. برای مقایسه، متوسط اقامت در بیمارستان برای عمل شکاف جمجمه (به روش جراحی معمولی، که نیاز به بازشدن جمجمه دارد) حدود ۱۵ روز است. نتیجه رادیوجراحی ممکن است تا چند ماه پس از درمان مشخص نباشد. از آن جا که رادیوجراحی تومور را از بین نمی‌برد اما آن را از لحاظ بیولوژیکی غیرفعال می‌سازد؛ عدم رشد ضایعه بعد از یک مدت خاص به عنوان موفقیت آمیزبودن درمان تلقی می‌شود. علائم عمومی که حکایت از نیاز به رادیوجراحی دارند شامل انواع زیادی از تومورهای مغزی، نورالژی عصب سه قلو، ناهنجاری‌های شریانی و تومورهای پایه جمجمه می‌باشد. گسترش رادیوتراپی استریوتاکتیک به ضایعات خارج جمجمه ای نیز در حال افزایش است و شامل متاستازها، سرطان کبد، سرطان ریه، سرطان لوزالمعده و غیره است.

### مکانیسم عمل

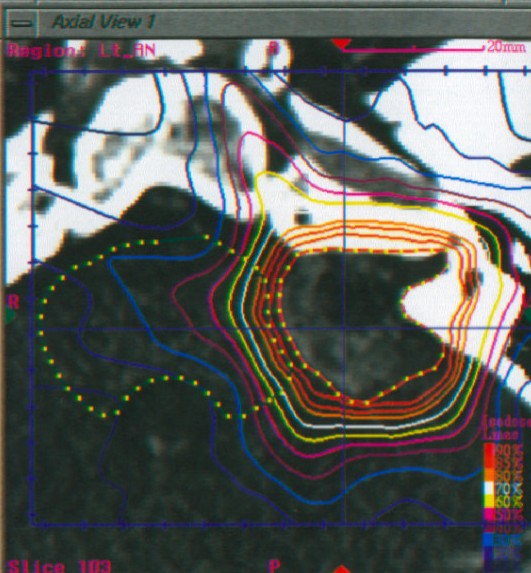
برنامه‌ریزی سی تی اسکن با کنتراست IV در بیمار مبتلا به شوانومای دهلیزی مخچه چپ

اصل اساسی رادیوجراحی یونیزاسیون انتخابی بافت با استفاده از پرتوهای پر انرژی اشعه می‌باشد. یونیزاسیون تولید یونها و رادیکالهای آزاد است که به سلولها آسیب می‌رسانند. این یونها و رادیکال‌ها، که ممکن است از آب موجود در سلول یا مواد بیولوژیکی تشکیل شده باشند، می‌توانند به DNA، پروتئین‌ها و لیپیدها آسیب جبران ناپذیری وارد کنند که حاصل آن از بین رفتن سلول خواهد بود؛ بنابراین غیرفعالسازی بافت مورد درمان از نظر بیولوژیکی با یک دوز دقیق و مخرب صورت می‌گیرد. دوز تابش معمولاً با واحد گری اندازه‌گیری می‌شود (یک گری انرژی جذب شده در واحد ژول به ازای یک کیلوگرم جرم است). واحد دیگری که سعی می‌کند هم ارگانهای مختلف تحت تابش و هم نوع اشعه را در نظر بگیرد سیورت است که به آن دوز مؤثر جذب شده نیز می‌گویند.

### خطرات
در گزارشی از نیویورک تایمز در دسامبر سال ۲۰۱۰ نمونه ای از اوردوز در هنگام رادیوجراحی صورت گرفته‌است که عامل آن عدم محافظت کافی از بیمار در برابر دوز غیرمجاز اشعه ناشی از منبع رادیواکتیو بوده‌است که علت آن را به حفاظ بندی نامناسب این دستگاه‌ها نسبت می‌دهند. در ایالات متحده، سازمان غذا و دارو (FDA) مقررات این دستگاه‌ها را تنظیم می‌کند، در حالی که مقررات مربوط به چاقوی گاما توسط کمیسیون تنظیم مقررات هسته ای تنظیم می‌شود.

## انواع منبع تابش
انتخاب نوع مناسب تابش و دستگاه به عوامل زیادی از جمله نوع، اندازه و محل ضایعه در ارتباط با ساختارهای مهم بستگی دارد. داده‌ها حاکی از آن است که نتایج بالینی مشابه با همه روشهای مختلف امکان‌پذیر است.

### چاقوی گاما

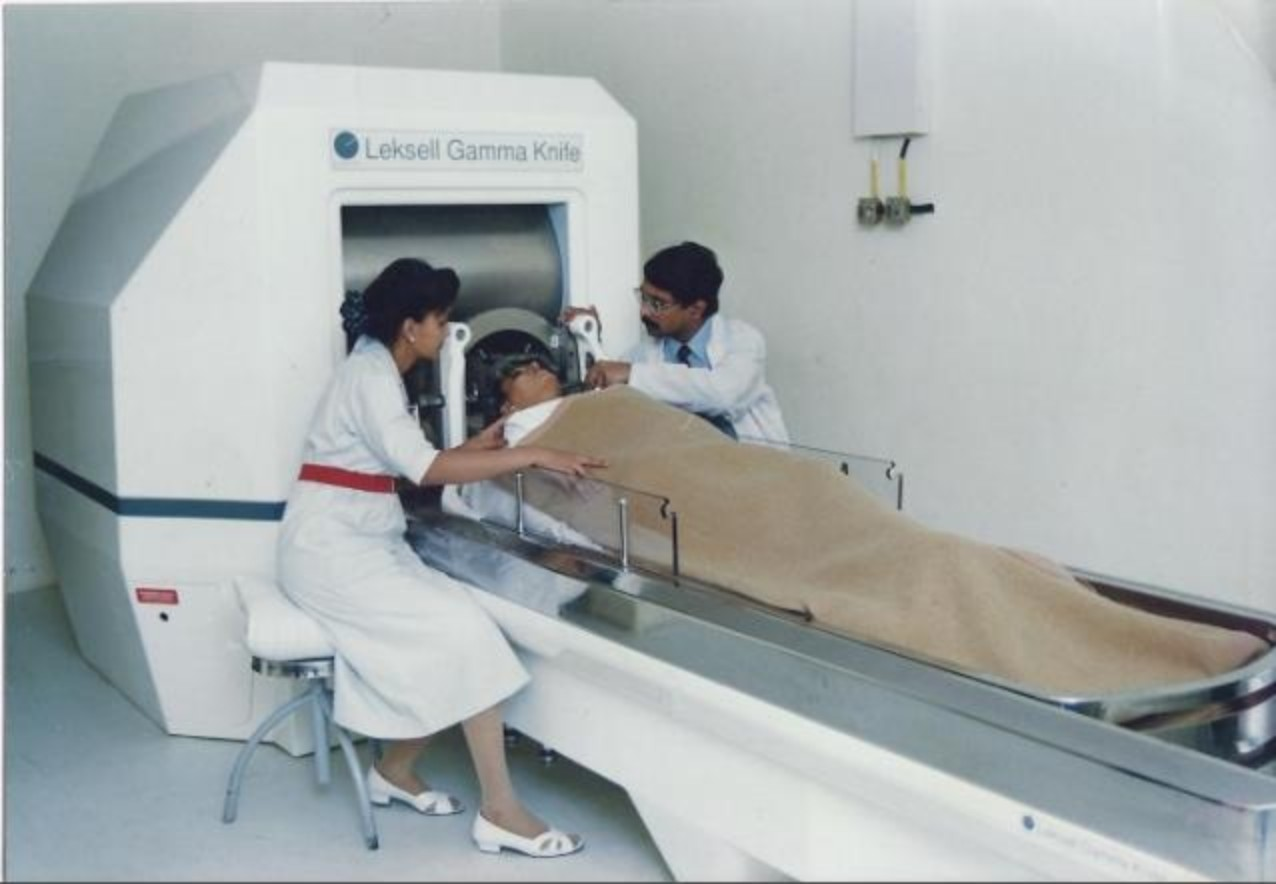
پزشکی که در حال انجام رادیوجراحی با چاقوی گاماست.

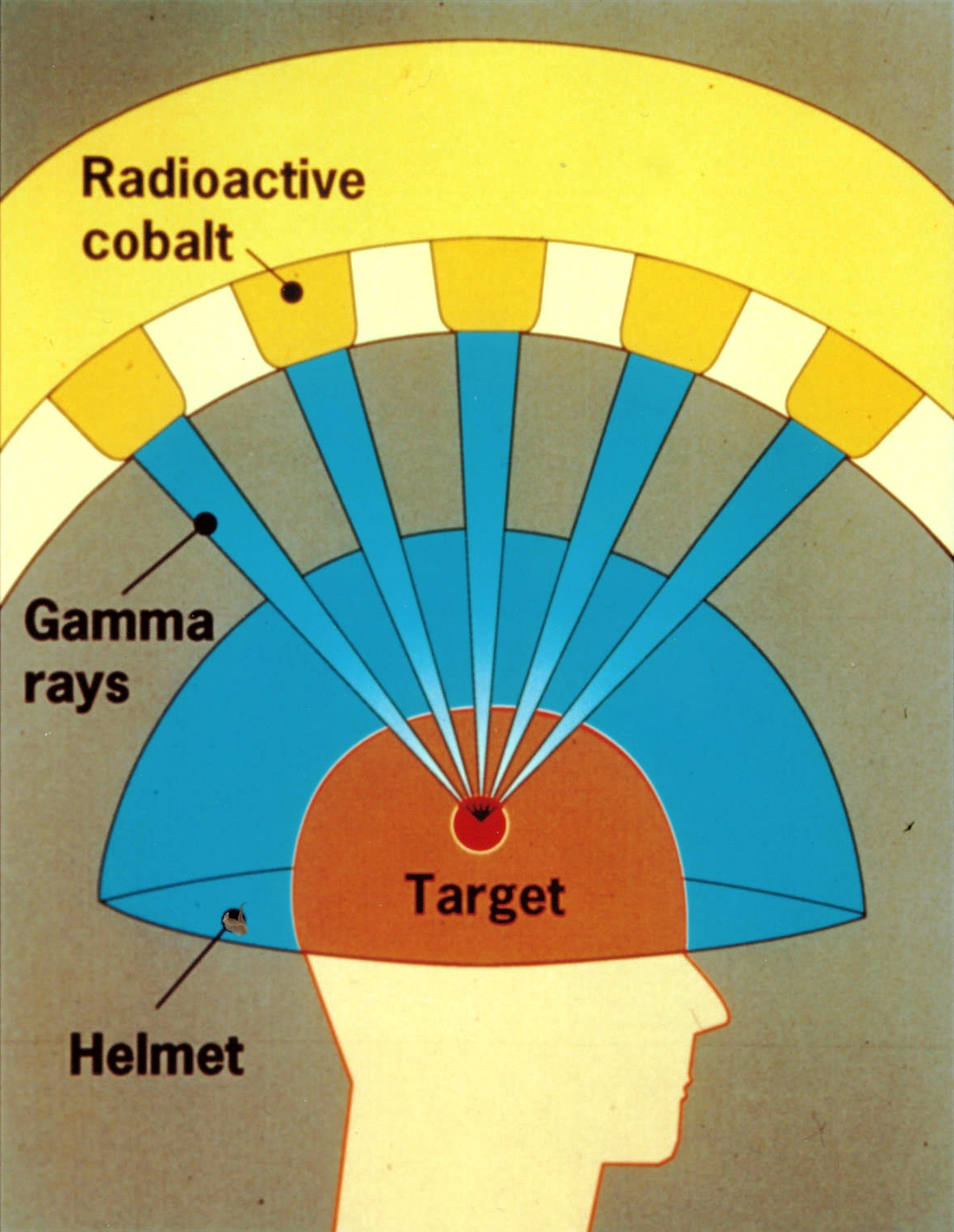
نمودار NRC چاقوی گاما Leksell

چاقوی گاما از اشعه‌های گاما برای درمان تومورها به ویژه تومورهای مغزی استفاده می‌کند. اولین چاقوی گاما تحت عنوان یک قرارداد بین جراح مغز و اعصاب آمریکایی رابرت ویلر و لکسل در سال ۱۹۷۹ به ایالات متحده آورده شد و به دانشگاه کالیفرنیا در لس آنجلس تحویل داده شد.
یک چاقوی گاما معمولاً حاوی ۲۰۱ منبع کبالت -۶۰ است که در یک آرایه نیم کره ای در یک مجموعه به شدت محافظت شده قرار می‌گیرد. این دستگاه تابش گاما را به سمت یک ناحیه هدف در مغز بیمار نشانه می‌گیرد. بیمار از کلاه ایمنی مخصوصی استفاده می‌کند که از طریق جراحی بر روی جمجمه ثابت شده‌است، به طوری که تومورهای مغزی هنگام تابش پرتوهای گاما ثابت بمانند.
چاقوی گاما، مانند همهٔ انواع رادیوجراحی، از دوز معین اشعه برای از بین بردن سرطان و کوچک نمودن تومورها استفاده می‌کند که به گونه ای هدایت می‌شوند که از رسیدن آسیب به بافت‌های سالم مجاور جلوگیری شود یعنی رادیوجراحی به شیوه چاقوی گاما قادر است تعداد بسیار زیادی از پرتوهای اشعه گاما را به طرز صحیح بر روی یک یا چند تومور متمرکز کند. این پرتوها هر کدام شدت بسیار پایینی دارند بنابراین به بافت‌های دیگر آسیب چندانی وارد نمی‌سازند و هنگامی که در محل تومور متمرکز می‌شوند می‌توانند تومور را به شکل مؤثر از بین ببرند.
عوارض حاد بر اثر رادیوجراحی چاقوی گاما اندک می‌باشد.

### درمان‌های مبتنی بر شتاب‌دهنده خطی
شتاب‌دهنده‌های خطی اشعه ایکس با طبف پرانرژی تولید می‌کنند. از این فرایند معمولاً به عنوان «ایکس تراپی» یا «فوتون درمانی» یاد می‌شود. اصطلاح «اشعه گاما» معمولاً دربارهٔ فوتونهایی است که از رادیوایزوتوپ‌هایی مانند کبالت ۶۰ ساطع می‌شوند. چنین اشعه ای با اشعه‌های تولید شده از شتاب‌دهنده‌های ولتاژ بالا فرقی در ماهیت ندارد. در درمان مبتنی بر شتاب‌دهنده خطی سر ساطع کننده اشعه به‌طور مکانیکی به دور بیمار، در یک دایره کامل یا جزئی می‌چرخد. میزی که بیمار در آن دراز کشیده‌است، نیز می‌تواند با حرکات کوچک خطی یا زاویه ای حرکت کند و درمان صورت گیرد.
یک نوع روش درمانی که از شتاب‌دهنده‌های خطی کوچکی که بر روی یک بازوی متحرک سوار شده‌اند برای تابش اشعه ایکس به یک ناحیه کوچک استفاده می‌کند، درمان به شیوه سایبرنایف نامیده می‌شود.
سایبرنایف ممکن است با چاقوی گاما مورد مقایسه قرارگیرد، اما منشأ آن نه به اشعه گاما که بلکه به پرتوهای ایکس منتسب است. در این روش ترکیبی از تصویربرداری اشعه ایکس استریو و سنسورهای ردیابی مادون قرمز موقعیت تومور را در زمان واقعی تعیین می‌کند.

### پرتو درمانی پروتون
پروتون‌ها نیز می‌توانند در شاخه ای از رادیوجراحی تحت عنوان پروتون تراپی مورد استفاده قرار گیرند. پروتون‌ها مواد پروتون زا استخراج می‌شوند و در مسیرهای پی در پی از طریق یک مجرا یا حفره دایره ای، با استفاده از آهن‌رباهای قدرتمند مسیر خود را تسریع می‌کنند تا زمانی که به انرژی لازم برای عبور از بدن انسان برسند که حدود ۲۰۰ مگا الکترون ولت است؛ سپس به سمت ناحیه هدف در بدن بیمار هدایت می‌شوند. در بعضی از دستگاه‌ها، که پروتون‌ها را با یک انرژی خاص تحویل می‌دهد، یک ماسک محافظ از جنس پلاستیک بین منبع پرتو و بیمار قرار می‌گیرد تا انرژی پرتو را تنظیم کند تا ضریب نفوذ مناسب را ایجاد کند.
تا سال ۲۰۱۳ هیچگونه شواهدی مبنی بر اینکه پروتون تراپی از سایر روش‌های درمانی در بسیاری از کیس‌ها بهتر و کاراتر عمل می‌کند وجود نداشت؛ به جز "انواع انگشت شماری از سرطان کودکان ". برای همین انتقاداتی در مورد تجهیزات بسیارگران و پرهزینه پروتون تراپی تا به امروز صورت گرفته‌است با این مضمون که انگیزه رشد فزاینده این گونه از دستگاه‌ها را به نوعی مسابقه میان شرکت‌های تجهیزات پزشکی مربوط می‌کند.